# Grupo Publicaciones Semana
El Grupo Publicaciones Semana también llamado Grupo Semana o Publicaciones Semana, es un conglomerado de medios colombiano, fundado en 1982 por el periodista colombiano Felipe López Caballero. Es la empresa dueña de las revistas Dinero, Jet Set, Arcadia, SoHo y Semana, su marca más importante, y también de las ediciones web de sus impresos. Sus publicaciones son de las más influyentes del país.
Actualmente es controlada por el Grupo Gilinski, propiedad del magante colombiano Jaime Gilinski, desde 1982 hasta 2020 fue controlada por Felipe López Caballero a través de su empresa Sociedad de Administración de Inmuebles e Inversiones S.A.S.

## Historia
El grupo nació en 1982 bajo el nombre de Editorial Caribe S.A., cuando Felipe López refundó la revista Semana, propiedad de Alberto Lleras Camargo y que circuló entre 1946 y 1960.
Para distribuir la revista, López fundó una sociedad anónima bajo el nombre de Publicaciones Semana S.A. Fue registrado oficialmente en septiembre de 1982.
El 30 de enero de 2019, el empresario Jaime Gilinski Bacal adquirió el 50% del Grupo Semana.
En marzo de 2020, con la pandemia del COVID-19 el grupo decidió suspender sus operaciones impresas, frenando la producción de sus revistas por 60 días.
En noviembre de 2020 el Grupo Gillinsky ejerció la opción de compra a los accionistas minoritarios ejecutando la cláusula de acuerdo establecido un año antes y se quedó con el 100% de la compañía, esta decisión junto al nombramiento de la periodista Vicky Davila como directora provocó la renuncia de periodistas y columnistas quienes dieron gran connotación a la revista, como su director y posterior CEO Alejandro Santos, el jefe de investigaciones y director de la revista por varios días Ricardo Calderón, los columnistas María Jimena Duzán y Antonio Caballero y el caricaturista Vladdo, meses antes también dejaron la publicación los columnistas Daniel Coronell y Daniel Samper Ospina. Bajo la nueva administración, la parte editorial de SEMANA ha contado con figuras del periodismo nacional como Juan Diego Alvira,  Juanita Gómez  y Mónica Jaramillo.
En enero de 2023, el grupo adquirió el diario El País de Cali, al adquirir una deuda de dos millones de dólares.

## Finanzas
El grupo tiene participaciones en varias empresas del medio como Caracol Televisión (6,5%) a través de Inversiones Valmiera S.A.S y Cía S.C.A., Caracol Radio (8.60807067%) por medio de Inversiones Valmiera Enterprise  Corp y Cía S.C.A. y en la Compañía de Comunicaciones de Colombia Ltda. a través de Inversiones Valmiera SAS SCA e Inversiones Valmiera SAS.

### Socios
El máximo accionista a partir de noviembre de 2020 es el Grupo Gillinsky a través de Jaime Gillinksi; fueron accionistas Felipe López,Isabel López Andréu, sobrina de López y miembro de la Junta Directiva del grupo, Santiago Londoño White, José del Carmen Urbina, el empresario barranquillero Fuad Char, y Felipe Samper Dávila.

### Marcas
El grupo es propietario de las revistas Semana (de opinión política), SoHo (de entretenimiento para adultos), Dinero (de finanzas e información empresarial y económica), Jet Set (de entretenimiento y farándula),Fucsia (moda),  Arcadia (cultural), Semana Sostenible (medio ambiente), Semana Rural (agricultura y campo) y Semana Educación (educación). También es propietario de los portales, Semana.com, Dinero.com, Soho.com, Fucsia.com, Jetset.com, Revistaarcadia.com y Cocinasemana.com.
Por decisión del grupo salieron de circulación los medios impresos de las revistas Fucsia, Arcadia, SoHo,  y Jet Set para volcarse al ecosistema digital, mientras que la Revista Dinero se fusionó con la Revista Semana al igual que su página web.